# هاني الهندي
هاني الهندي أحد القادة المؤسسين لحركة القوميين العرب إلى جانب جورج حبش ووديع حداد. ولد في بغداد سنة 1927، وهو سوري من دمشق. والده المقدم محمود الهندي أحد ضباط الملك فيصل في اثناء وجوده في دمشق. كان أحد المساهمين في تأسيس كتائب الفداء العربي في دمشق سنة 1949 مع جهاد ضاحي وجورج حبش وحسين توفيق وعبد القادر عامر (مصريين) وآخرين. انتخب عضواً في اللجنة التنفيذية القومية لحركة القوميين العرب، وعين وزيراً في الحكومة السورية التي أطاحت حكم الانفصال في سنة 1963. ساهم في تأسيس الجبهة الشعبية لتحرير فلسطين. حاولت إسرائيل اغتياله في قبرص سنة 1981 حين فجرت سيارته فنجا، لكنه فقد ذراعه اليسرى.

## حياته
في صيف 1951 انتهى هاني الهندي وجورج حبش إلى تشكيل «حركة القوميين العرب»، بالاتفاق مع بعض زملائهما طلاب الجامعة الأمريكية في بيروت الذين كانوا على وشك التخرج أبرزهم: وديع حداد، وصالح شبل، وأحمد الخطيب، وحامد الجبوري وجميعهم من نشطاء جمعية «العروة الوثقى» الجمعية الثقافية في الجامعة التي كانت تحت إشراف د. قسطنطين زريق، والذين كانوا متأثرين بأفكاره وكتابيه «معنى النكبة» و«الوعي القومي». ولقد تشكلت قيادة الحركة من: هاني الهندي، وجورج حبش، ووديع حداد، وأحمد الخطيب، كما أنها بدت «تنظيماً فلسطينياً في أفق عربي». إذ كان نصف النواة المؤسسة وقواعد الحركة من أبناء الشعب العربي الفلسطيني. وفي محاولة التعريف بوجهة نظرهم في الصراع العربي - الصهيوني أصدروا نشرة «الثأر» التي اختصت بالقضية الفلسطينية. ولكي يكونوا على تواصل مع شعب فلسطين نشطوا من خلال «هيئة مقاومة الصلح مع إسرائيل»، كما أنشأوا عيادات مجانية في مخيمات اللاجئين في لبنان والأردن.
وفي أعقاب مظاهرة في بيروت سنة 1954 ضد «حلف بغداد» شارك في قيادتها طلبة من جمعية «العروة الوثقى» فصلت إدارة الجامعة الأمريكية 22 طالباً، أغلبهم من عناصر حركة القوميين العرب، الذين قبلتهم الجامعات المصرية، ما أدى لصلة الحركة مع إدارة «الشؤون العربية» في مصر، وإلى تحول طردي في علاقة الحركة بالنظام المصري بقيادة عبد الناصر الذي لم يعد في نظرها «ضابطاً مغامراً»، وإنما «بطلاً قومياً»، وغدت مصر هي «الإقليم القاعدة»، ودعت لوحدة مصر وسوريا والأردن. اتضح دور هاني الهندي القيادي في الصراع العربي الصهيوني وغدا مستهدفاً من الموساد وعملائه في الوطن العربي وخارجه. وبينما كان في قبرص تلقى بالبريد طرداً ملغوماً انفجر عندما فتحه، متسبباً ببتر إحدى ذراعيه. ولم يقتصر إنجاز أبو محمود على دوره في إنشاء «كتائب الفداء العربي» و«حركة القوميين العرب» و«الجبهة الشعبية لتحرير فلسطين»، وما تفرع عن الحركة من نوادٍ ومنتديات في العديد من الدول العربية. وما خرج من الجبهة الشعبية من فصائل المقاومة الفلسطينية. فضلاً عن إسهامه التاريخي في مقاومة الأحلاف.

### وفاته
هاني الهندي، الذي توفي في العاصمة الأردنية، عمان، يوم الجمعة (16 ديسمبر 2016)، دفن في مقبرة السحاب الإسلامية.